# マテリアルナイト
『マテリアルナイト』は、雨木シュウスケによる日本のライトノベル作品。イラストは椋本夏夜が担当。第15回ファンタジア長編小説大賞〈佳作〉受賞作。富士見ファンタジア文庫（富士見書房）にて2003年9月から2005年2月まで刊行された。

## ストーリー
空白の歴史から唯一現代に残された発掘兵器ドラグ・ヘッド。人と同じ姿かつ感情を持つ兵器は「レスフォールの遺産」と呼ばれていた。レンドラント国大統領の孫であるレアナ・バーミリオンと執事の契約を結んだイェン・シェンカーらを主軸に、世界に影響を及ぼすほどのレスフォールの頃からの異物である者達と対峙する。レアナの葛藤と淡々としたメガバトルが繰り広げられる。

## 登場人物
レアナ・バーミリオン（Reana Vermilion）

イェン・シェンカー（Ien Shenker）

ミラン・ソート（Milan Sort）

シィナ（Shiina）

テリード（Terried）

レスフォール

## 用語
ドラグ・ヘッド

マシン・ドライブ

符道（カード・タオ）

レンドラント

首都ウォレント

ニレダ記念女学院
レンドラント第5代大統領ニレダ・リーチェンによって設立された、初の女子校。

## 既刊一覧
- 雨木シュウスケ（著）・椋本夏夜（イラスト）、富士見書房〈富士見ファンタジア文庫〉、全5巻
  - 『マテリアル・ナイト 少女は巨人と踊る』、2003年9月20日発売[3]、ISBN 4-8291-1548-3
  - 『マテリアル・ナイトII 少女は聖霊と歌う』、2004年1月20日発売[4]、ISBN 4-8291-1583-1
  - 『マテリアル・ナイトIII 少女は蒼剣と語る』、2004年5月20日発売[5]、ISBN 4-8291-1617-X
  - 『マテリアル・ナイトIV 少女は世界と歩む』、2004年9月18日発売[6]、ISBN 4-8291-1647-1
  - 『マテリアル・ナイトV そして少女は慈しむ』、2005年2月19日発売[7]、ISBN 4-8291-1686-2